# 神楽歌
神楽歌（かぐらうた）は、日本の神道における神事で催される神楽において雅楽により歌われる歌である。

## 概要
約90首の神楽歌が存在する。
主に知られるのは以下の37曲である。なお、「千歳」を小前張ではなく雑歌に入れる説もある。
- 庭燎（にはび）
- 阿知女（あちめ）

厳密には「作法」であり歌曲ではない。
- 採物歌

榊（さかき）、幣（みてぐら）、杖（つゑ）、篠（ささ）、弓（ゆみ）、剣（たち）、鉾（ほこ）、𣏐（外字。左に「木」、右に「夕」。ひさご）、葛（かつら）、韓神（からかみ）。人長がこれらを取って舞ったため、採物歌と名付けられた。
- 大前張

宮人（みやびと）、木綿志手（ゆふしで）、難波潟（なにはがた）、前張（さいはり）、階香取（しなかとり）
- 小前張

薦枕（こもまくら）、閑野（しづや）、磯等前（いそらがさき）、篠波（ささなみ）、埴舂（うゑつき）、総角（あげまき）、大宮（おおみや）、湊田（みなとだ）、蟋蟀（きりぎりす）、千歳（せんざい）
- 早歌（はやうた）
- 星三種

吉吉利利（ききりり） - 星の歌の第一部。歌詞は本方「吉々利々千歳栄（せんさいよう）、白衆等（びゃくしゅとう）、聴説晨朝（ちょうせつしんちょう）、清浄偈（しょうじょうげ）や、明星（あかぼし）は、明星（みょうじょう）や、くはや此処（ここ）なりや、何にしかも、今宵（こよい）の月は、唯爰に在（ま）すや」。末方「白衆等、聴説晨朝、清浄偈や、明星は、明星や、くはや此処なりや、何にしかも、今宵の月は、唯爰に在すや」。本末両歌ともに、発声は双調、終声は平調。拍子は間拍子で前張拍子をもちいる。助音および付管の法は榊とおなじである。笛・篳篥・和琴をもちいる。この歌は法華懺法の讃の句である。おそらく仏寺からはいったものといわれる。
得銭子（とくせんこ）
木綿作（ゆふつくる）
- 雑歌

昼目（ひるめ）、弓立（ゆだち）、朝倉（あさくら）、其駒（そのこま）
- 竈殿歌（かまどのうた）
- 酒殿歌（さかどのうた）

歌詞は概ね31字で、奈良時代以後の調である。「宮人」以下の歌曲は、もとは催馬楽であったのが、神楽の余興に催馬楽を歌ったため、神楽歌に混入したものである。
現在行われるのは17曲であり、とりわけ「閑野」、「磯等前」は祈年、新嘗におこなわれ、「昼目」は秘曲として大嘗祭でのみおこなわれるという。